# 亞納-因迪吉爾卡低地
亞納-因迪吉爾卡低地是俄羅斯的平原，位於西伯利亞東北部，與東面的科雷馬低地組成東西伯利亞低地，平均海拔高度30至80米，最高點海拔高度558米。